# ツミ

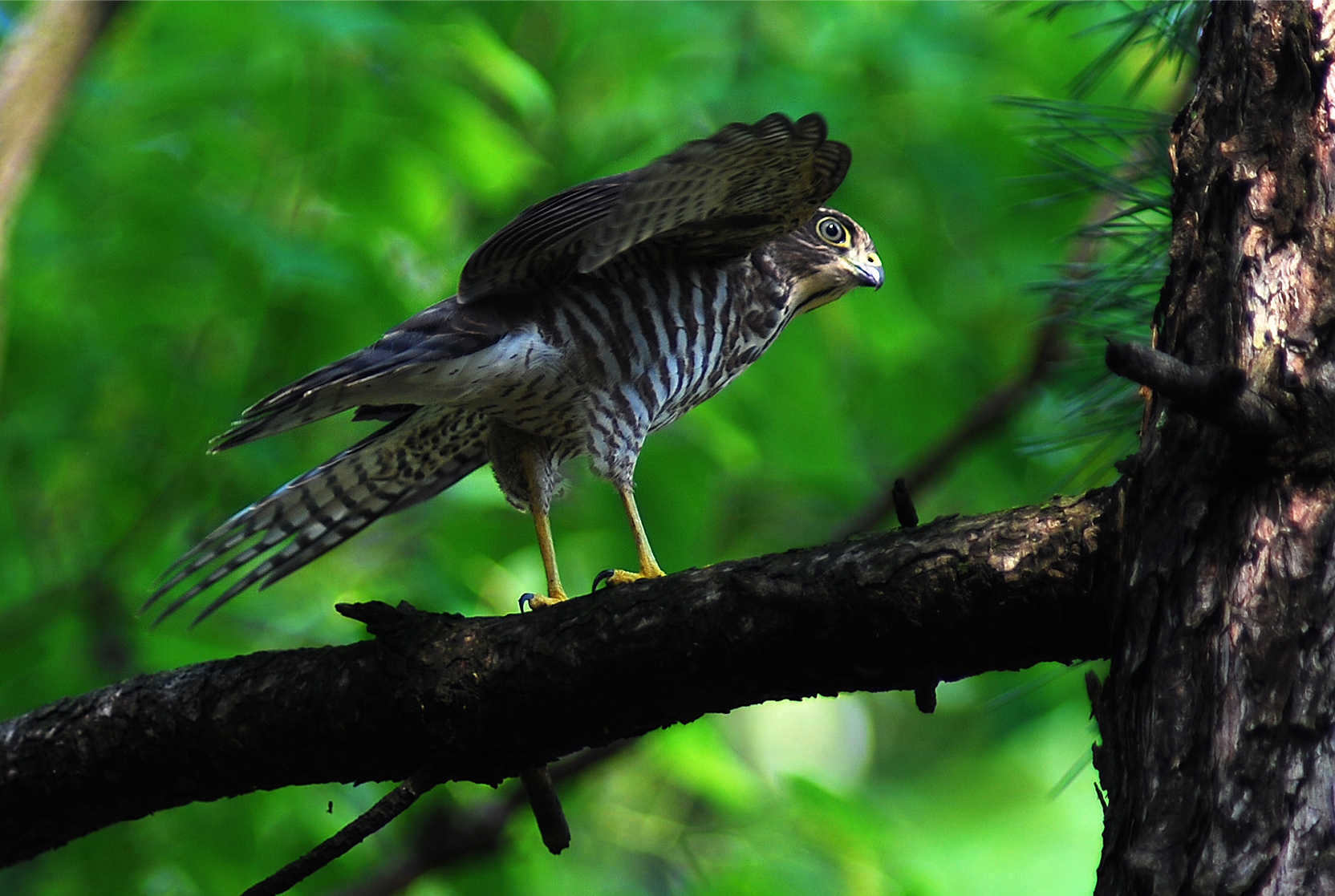
幼鳥

ツミ（雀鷹、雀鷂、Accipiter gularis）は、タカ目タカ科ハイタカ属に分類される猛禽類。

## 分布
インドネシア、カンボジア、シンガポール、タイ、大韓民国、中華人民共和国、台湾、朝鮮民主主義人民共和国、日本、フィリピン、ブルネイ、ベトナム、マーシャル諸島、マレーシア、ラオス
夏季に中華人民共和国東部や日本、朝鮮半島で繁殖し、冬季は中華人民共和国南部や東南アジアに南下して越冬する。日本では基亜種が温暖な地域では周年生息（留鳥）するが、寒冷地では冬季に南下（夏鳥）することもある。
- リュウキュウツミ A. g. iwasakii

日本（八重山列島）固有亜種

## 形態
全長オス27cm、メス30cm。翼開長50-63cm。体重75-160g。漢字表記の雀は「小さい」の意で、和名はスズメタカが変化したメスに対しての呼称に由来する。同じ属のハイタカより小さくハト大前後で、ハイタカほど眉班が目立たない。下面は白い羽毛で覆われる。
眼の周囲は黄色。
幼鳥は上面が暗褐色、下面が淡褐色の羽毛で覆われる。胸部に縦縞、腹部にハート状、体側面に横縞状の暗褐色の斑紋が入る。虹彩は緑褐色。オスの成鳥は上面が青味がかった灰色、胸部から体側面はオレンジ色の羽毛で覆われる。虹彩は赤褐色。メスの成鳥は上面は灰褐色、下面には暗褐色の横縞が入る。虹彩は黄色。

## 分類
- Accipiter gularis gularis（Temminck & Schlegel, 1844）ツミ
- Accipiter gularis iwasakii リュウキュウツミ

など

## 生態
平地から山地の森林に生息する。単独もしくはペアで生活する。
食性は動物食で、主に小型鳥類を食べるが、爬虫類、小形哺乳類、昆虫なども食べる。漢字表記の雀はスズメも含めた小型の鳥類を捕食することにも由来し、英名（sparrow=スズメ）と同義。
繁殖形態は卵生。繁殖期には縄張りを形成する。針葉樹の樹上に木の枝を組み合わせた巣を作り、4-6月に1回に2-5個の卵を産む。抱卵期間は約30日。雛は孵化から約30日で巣立つ。
本来ツミは、巣の半径50m以内に侵入するカラスなどの捕食者に対し防衛行動を行うことから、卵や雛の捕食を避けるためにオナガがツミの巣の周囲で繁殖することが多かった。だが近年ではカラスの個体数が増加し、ツミが防ぎきれなくなったことからカラスに対しあまり防衛行動を行わなくなり、オナガがツミを頼りにすることが減ってきている。

## 人間との関係
鷹狩りにおいては古くからオスをエッサイ（悦哉）と呼称することもある。
都市部では緑化に伴い、繁殖例も増加している。しかし開発による生息地の破壊により生息数は減少している。
- リュウキュウツミ A. g. iwasakii

絶滅危惧II類 (VU)（環境省レッドリスト）